# La Famille Addams 2 : Une virée d'enfer
Pour les articles homonymes, voir La Famille Addams.
Série
La Famille Addams
(2019)
Pour plus de détails, voir Fiche technique et Distribution.
La Famille Addams 2 : Une virée d'enfer, ou La Famille Addams 2 au Québec (The Addams Family 2), est un film d'animation par ordinateur américano-canadien réalisé par Greg Tiernan et Conrad Vernon, sorti fin 2021.
Adapté des dessins humoristiques de Charles Addams publiés en 1938, il fait suite au film d'animation La Famille Addams, sorti fin 2019 et réalisé aussi par Greg Tiernan et Conrad Vernon.
C'est également le premier film du studio MGM à sortir en VOD aux États-Unis et au Canada en raison de la pandémie de COVID-19 et l'augmentation des cas du variant Delta du SRAS-CoV-2.
Le film se débute dans le New Jersey. Gomez et Morticia Addams ne savent plus quoi faire face à leurs enfants Mercredi et Pugsley, qui ont bien grandi, sautent les repas de famille et passent leur temps rivés à leurs écrans. Pour tenter de renouer les liens familiaux, Gomez a l'idée de partir en vacances dans le camping-car hanté familial avec sa femme, leurs enfants, Oncle Fétide, la Chose et leur valet Max. Durant leur voyage, passant par les chutes du Niagara, Miami, le Grand Canyon et Sausalito, la famille Addams, hors de ses repères familiers, vit des situations hilarantes, alors qu'elle est poursuivie par l'avocat, Maître Mustela, qui tente de récupérer Mercredi parce qu'elle serait la véritable fille de ses clients, prétendument un couple californien, victimes d'un échange dans la maternité avec l'enfant qu'ils ont élevé jusqu'à présent. Pendant ce temps, la mère de Gomez en profite pour organiser une grande fête lucrative dans le manoir hanté familial.

## Synopsis
Lors d'une foire scientifique, Mercredi Addams est prête à présenter son expérience, où elle utilise l'ADN de son calmar de compagnie Socrates sur son oncle Fétide pour montrer comment les humains peuvent être améliorés (avec l'effet secondaire de la transmutation progressive de Fétide). Cependant, elle est consternée quand elle voit sa famille arriver et que tous les participants ont tous gagné. Néanmoins, son travail est remarqué par le scientifique Cyrus Strange. De retour chez les Addams, Gomez s'inquiète parce que les enfants s'éloignent de lui et de Morticia, alors il décide de les emmener en vacances en famille en road trip à travers les États-Unis avec la Chose et Max à bord de leurs caravane spéciale en confiant leur maison à Grand-mère Addams qui s’en sert pour monter une fête, Gomez et Morticia sont approchés par un avocat nommé M. Mustela, qui affirme que Mercredi a été changée à la naissance et n'est peut-être pas en fait une Addams, mais ils l'ignorent. Sur la route, la famille Addams est poursuivie par Mustela et le sbire de son employeur Pongo.
La famille est initialement prête à se rendre à Salem, dans le Massachusetts, mais Fétide, qui mute lentement en raison de l'expérience, finit par faire un détour par les Chutes du Niagara. La famille s'arrête plus tard à Sleepy Hollow, New York. Gomez et Morticia évoquent Mustela et ses affirmations à propos de Mercredi, alors Fétide mentionne une histoire lorsqu'il a rendu visite à Mercredi le jour de sa naissance et a jonglé avec des bébés dans la salle d'accouchement. Cela ne fait qu'aggraver les craintes de Gomez et Morticia que Mercredi ne soit peut-être pas leur enfant biologique, ce que Mercredi entend.
Gomez amène tout le monde à Miami pour entrer en contact avec Cousin Machin, dans l'espoir qu'il puisse l'aider à résoudre leur dilemme actuel. Machin les rejoint lors du voyage alors qu'ils traversent San Antonio et quitte la famille tôt au Grand Canyon (pour animer la fête de Grand-mère Addams). Pendant ce temps, Mercredi piège Mustela dans un piège à corde fait par elle-même et apprend qu'il travaille pour Cyrus avant "de le détacher". Cyrus affirme à Mercredi qu'il est son vrai père et l'invite chez lui à Sausalito, en Californie. Mercredi effectue un test ADN à l'aide des cheveux de Gomez, ce qui semble prouver qu'elle n'est pas sa fille. Mercredi quitte la famille pendant qu'elle dort, mais Max la rattrape. Le reste des Addams apprennent où elle va et décident de la retrouver.
Chez lui, Cyrus montre à Mercredi une formule qu'il a développée pour fabriquer des hybrides humains-animaux, similaire à l'expérience de Mercredi. Lorsque le reste de la famille Addams se présente, Mercredi est convaincue de rester avec Cyrus. Après que Pugsley ait découvert que la fille de Cyrus, Ophélia, est une vraie truie, Cyrus révèle qu'il utilise Mercredi, car sa formule était meilleure que la sienne. Il capture la famille pour les tester, mais Mercredi refuse de le faire. Cyrus fait venir Pongo pour la poursuivre, mais il s'avère que Max et Pongo se sont  connus auparavant alors qu'ils étaient dans un asile psychiatrique, et ils décident de libérer les Addams. Cyrus entre en contact avec sa formule pendant la bagarre et se transforme en un monstre hybride poulet-veau-T.Rex-cochon. Le médecin maintenant complètement fou essaie de tuer la famille, mais est arrêté par Fétide, qui a complètement muté en un monstre de calmar. Après les deux combats, Cyrus tombe d'une falaise et meurt. Fétide redevient normal grâce à Mercredi, au moyen d'un collier du sang de sa famille que Morticia lui a donné plus tôt.
Mercredi retrouve sa famille et ils rentrent chez eux avec Pongo et Ophélia, qui est devenue pleinement humain après le contact avec la formule de Mercredi et tombe amoureuse de Pugsley. Alors que Mercredi savait que Cyrus avait falsifié ses résultats de test ADN, Gomez révèle à Mercredi qu'il porte une perruque après avoir perdu ses cheveux d'origine dans un accident de napalm. Il promet à la famille que la prochaine fois, il les emmènera en voyage à travers le monde.

## Fiche technique
- Titre original : The Addams Family 2
- Titre français : La famille Addams 2 : Une virée d'enfer[2],[3]
- Titre québécois : La famille Addams 2[4]
- Réalisation : Greg Tiernan et Conrad Vernon
- Scénario : Matt Lieberman, basée sur une histoire originale de Conrad Vernon, Erica Rivinoja et Matt Lieberman, d'après l’œuvre de Charles Addams
- Musique : Mychael Danna et Jeff Danna
- Producteurs : Gail Berman, Conrad Vernon, Danielle Sterling et Alison O'Brien
- Sociétés de production : Metro Goldwyn Mayer et Bron
- Sociétés de distribution : United Artists Releasing (États-Unis), Universal Pictures International France (France)
- Budget : n/a
- Pays d'origine :  États-Unis,  Canada
- Langue originale : anglais
- Format : couleur - 1.85:1
- Genre : animation, comédie horrifique et fantastique
- Durée : 93 minutes
- Dates de sortie :
  - États-Unis, Canada : 1er octobre 2021 [5] (au cinéma et en vidéo à la demande)
  - France : 13 octobre 2021[6]

## Distribution

### Voix originales
- Oscar Isaac : Gomez Addams
- Charlize Theron : Morticia Addams
- Chloë Grace Moretz : Mercredi Addams (Wednesday Addams en VO)
- Nick Kroll : Oncle Fétide (Uncle Fester en VO)
- Javon Walton : Pugsley Addams
- Bette Midler : Grand-mère Addams
- Conrad Vernon : Lurch / un prêtre / Dr Flambe
- Snoop Dogg : Cousin Itt
- Bill Hader : Cyrus
- Wallace Shawn : M. Mustela

### Voix françaises
- Kev Adams : Gomez Addams[7]
- Mélanie Bernier : Morticia Addams[7]
- Léopoldine Serre : Mercredi Addams
- Enzo Ratsito : Pugsley Addams
- Antoine Schoumsky : oncle Fétide
- Micky Sebastian : Grand-mère Addams
- Philippe Millet : Max
- Gilbert Lévy : Me Mustela
- Jérémy Prévost : Cyrus

### Voix québécoises
- Nicolas Charbonneaux-Collombet : Gomez Addams
- Camille Cyr-Desmarais : Morticia Addams
- Ludivine Reding : Wednesday Addams
- Louis-Philippe Berthiaume : Pugsley Addams
- François Sasseville : Oncle Fester
- Philippe Martin : Cyrus Strange
- Jean-François Beaupré : Me Mustela

## Production
À la suite du film La Famille Addams (2019), il est annoncé qu'une suite du film devait sortir en salles le 22 octobre 2021, et qu'il sera réalisé par Greg Tiernan et Conrad Vernon,. Cinesite Studios co-produit le film. En juillet 2021, Mychael Danna et Jeff Danna ont été annoncés comme  les composeurs de la musique de La Famille Addams 2.
En octobre 2020, Bill Hader et Javon Walton rejoignent le casting. Bill joue un nouveau personnage nommé Cyrus, tandis que Javon remplace Finn Wolfhard en doublant la voix de Pugsley Addams. En juillet 2021, Wallace Shawn s'ajoute dans la distribution du film.

## Sortie
La Famille Adams 2 sort en salles aux États-Unis le 1er octobre 2021. Le film est également disponible en vidéo sur demande le même jour.
La sortie est originellement prévue le 22 et 8 octobre,. Le 21 janvier 2021, la sortie du film est repoussée le 1er octobre 2021, permettant à Mourir peut attendre (No Time To Die) de sortir le 8 octobre. En août 2021, le film se voit décaler sa sortie en vidéo sur demande et en salle le même jour, aux États-Unis et au Canada, en raison de la pandémie de COVID-19 et de l'augmentation des cas du variant Delta du SRAS-CoV-2.